# Estación de Cambrils Norte
Cambrils Norte o Cambrils es una estación ferroviaria situada en el norte del municipio español de Cambrils en la provincia de Tarragona, comunidad autónoma de Cataluña. Dispone de servicios de Larga y Media Distancia operados por Renfe.

## Situación ferroviaria
La estación se encuentra en la línea férrea de ancho ibérico Valencia-Tarragona, en el tramo conocido como "Variante de Vandellós", dentro del Corredor Mediterráneo. El tramo es de vía doble y está electrificado. Se halla entre el cambiador de ancho de Reus y el PAET de Mont-Roig del Camp.

## Historia
Desde su apertura el 13 de enero de 2020 Renfe Operadora explota la línea mientras que Adif es la titular de las instalaciones ferroviarias.
La estación original fue clausurada el 13 de enero de 2020 debido a la puesta en servicio de la nueva variante de Vandellòs de la línea Valencia-Tarragona, en el contexto del Corredor Mediterráneo, dejando fuera de servicio el trazado de vía única, entre el ámbito de La Ametlla de Mar y Vandellós y Hospitalet del Infante por el lado sur y la actual estación de Port Aventura por el lado norte. La nueva estación de Cambrils fue construida al norte del municipio, a 1,3 km de la vieja estación, formando parte del nuevo trazado de doble vía entre Vandellòs y Tarragona.

## La estación
El edificio para viajeros es una estructura elevada de corte funcional. Se accede desde el nivel del suelo por medio de ascensores para ascender a los andenes, que se encuentran elevados junto con el tendido ferroviario sobre pilares. Dispone de sala de espera, venta de billetes, aparcamiento exterior y Servicio Atendo.
Se ubica en la avenida de Charles Robert Darwin. Cuenta con 4 vías, dos de ellas principales y pasantes sin acceso a andén (vías 1 y 2) y dos derivadas (vías 3 y 4), un andén en la vía 3 y otro andén en la vía 4. El horario de la estación es de 6.30h a 23.00h.

## Servicios ferroviarios

### Larga Distancia
Los servicios de Larga Distancia se cubren con trenes Intercity que unen Cambrills con Barcelona, Valencia, Alicante y la Región de Murcia.

### Media Distancia
Los trenes de Media Distancia que opera Renfe enlazan la estación con Tortosa, Valencia, Tarragona y Barcelona.